# Лабурдезьер, Филибер Бабу
Филибер Бабу де Лабурдезьер (фр. Philibert Babou de La Bourdaisière; ок. 1513, замок Лабурдезьер, Турень — 25 января 1570, Рим) — французский прелат и дипломат, известный как кардинал де Лабурдезьер.

## Биография
Третий сын Филибера Бабу, сеньора де Живре, и Мари Годен, дамы де Лабурдезьер и де Тюиссо, брат великого магистра артиллерии Жана Бабу. Родился в замке Лабурдезьер, в Монлуи-сюр-Луар, между Туром и Амбуазом.
По мнению итальянских барочных историков, происходил из младшей ветви семейства Нальди, что, вероятно, является вымыслом, и родился в Бризигелле, в диоцезе Фаэнцы.
В 1533 году, в возрасте 19 лет, был назначен, после смерти старшего брата Жака, деканом Сен-Мартен-де-Тура и епископом Ангулемским. В 1538 году Франциск I добавил к этим бенефициям должность казначея Сент-Шапель в Париже. В 1557 году назначен рекетмейстером.
В 1558 году отправился в Рим, где стал штатным послом королей Генриха II, Франциска II и Карла IX. В 1560 году стал аббатом Ле-Жара, 26 февраля 1561 возведен Пием IV в сан кардинала. Получил шапку кардинала-священника Сан-Систо 4 или 10 марта.
В 1562—1563 участвовал в заседаниях Тридентского собора. 16 декабря 1562 или 18 июня 1563 стал апостольским администратором Осерского епископства. Возможно, побывал в этой епархии, раздираемой религиозной войной, проездом из Рима в Париж.
17 ноября 1564 вместо Сан-Систо приписан к титулярной церкви Санти-Сильвестро-э-Мартино-ай-Монти, а 14 мая 1568 — к приходу Сант-Анастазия. В конклаве 1565—1566, избравшем папу Пия V, не участвовал.
В 1562 (до 4 июня 1567) отстранен от управления диоцезом Ангулема. 11 января 1570 был назначен Камерленго Коллегии кардиналов.
Умер во дворце Сант-Аполлинаре в Риме. Погребен в церкви Сан-Луиджи-деи-Франчези.
Корреспонденция Филибера Бабу де Лабурдезьера частично издана Эдуаром Анри в Реймсе в 1859 году.

### Семья
Имел внебрачного сына Альфонса, который секретной буллой был определён наследником значительного кардинальского состояния. Французские родственники Филибера долгое время оспаривали наследство, но были вынуждены удовлетвориться выплатой 20 000 экю. Сыном Альфонса был Фабрис Бабу де Лабурдезьер (ум. 13.01.1646), камерарий папы Урбана VIII, назначенный 29.01.1624 епископом Кавайона.